# Holowkiwka (Oleksandrija)
Holowkiwka (ukrainisch Головківка; russisch Головковка Golowkowka) ist ein Dorf im Osten der ukrainischen Oblast Kirowohrad mit 2200 Einwohnern (2001).

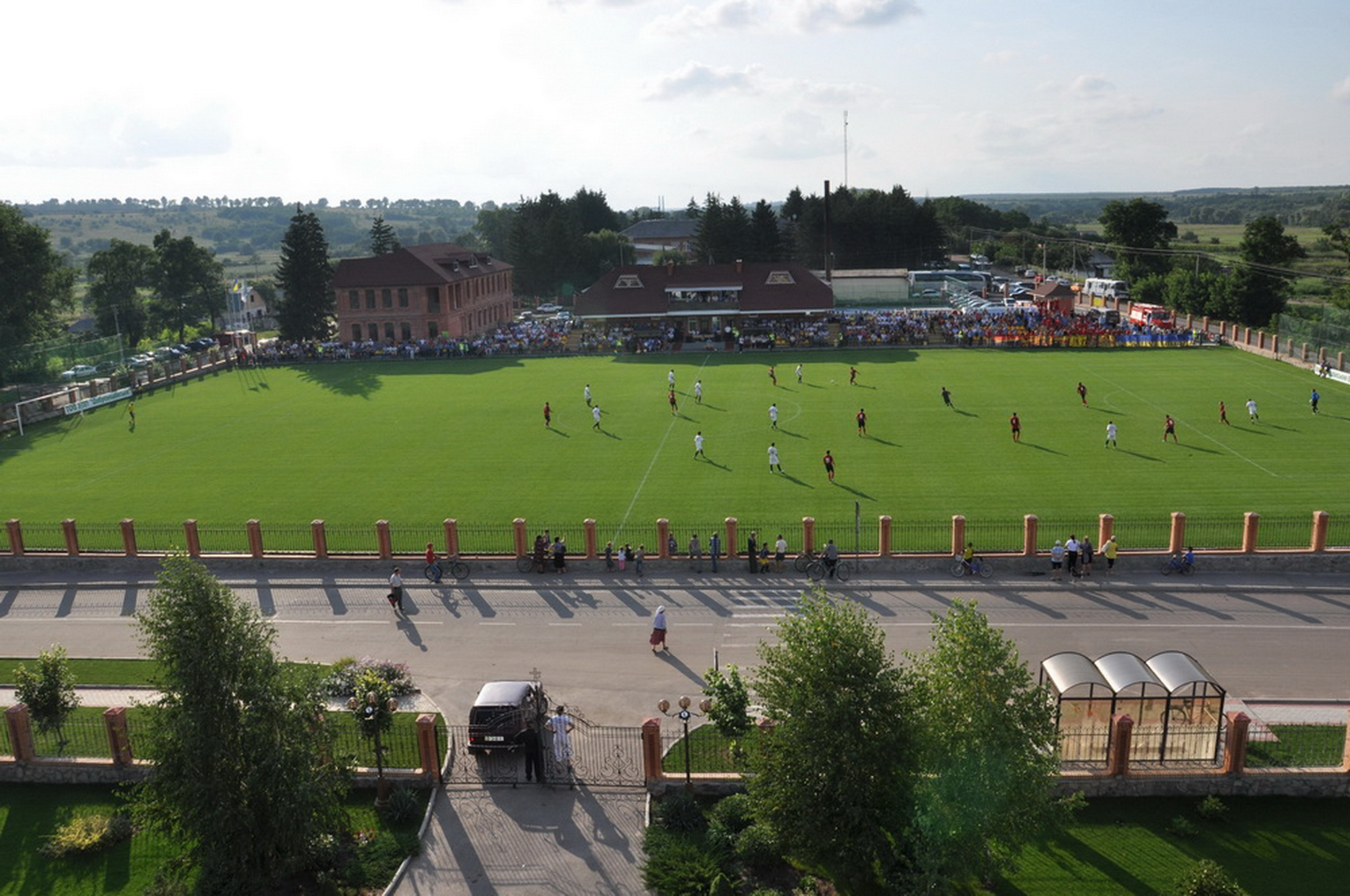
Stadion im Ort

Von 1754 bis 1759 und von 1761 bis 1764 gehörte Holowkiwka zum Gebiet des Nowoslobidskyj-Kosaken-Regimentes, einer administrativ-territorialen und militärischen Einheit in der Ukraine. 

## Geographie
Holowkiwka liegt im Süden des Rajon Oleksandrija am Ufer des Beschka, einem Nebenfluss der Inhulez an der Grenze zum Rajon Petrowe. Die Oblasthauptstadt Kropywnyzkyj liegt 70 km westlich und das Rajonzentrum Oleksandrija liegt 19 km nördlich der Ortschaft.
Am 12. Juni 2020 wurde das Dorf ein Teil der neugegründeten Stadtgemeinde Oleksandrija, bis dahin bildete es zusammen dem Dorf Iwaniwka (ukrainisch Іванівка) die gleichnamige Landratsgemeinde Holowkiwka (Головківська сільська рада/Holowkiwska silska rada) im Südwesten des Rajons Oleksandrija.